# Шрадер, Михаэль
Михаэль Шрадер — немецкий легкоатлет, который специализируется в многоборье. На Олимпийских играх 2008 года занял 10-е место. Участник чемпионата мира среди юниоров 2006 года, на котором он не смог полностью выполнить программу. Чемпион Германии 2010 года с результатом 8003 очков, серебряный призёр чемпионата мира 2013 года (8670 очков).

## Личные рекорды
- 100 метров — 10,52
- 400 метров — 47,66
- 110 метров с/б — 14,44
- Прыжок в высоту — 1,99 м
- Прыжок с шестом — 5,10 м
- Прыжок в длину — 8,05
- Толкание ядра — 14,74 м
- Метание диска — 46,44
- Метание копья — 64,04 м

Личный рекорд в десятиборье — 8522 очков.